# BMW S65

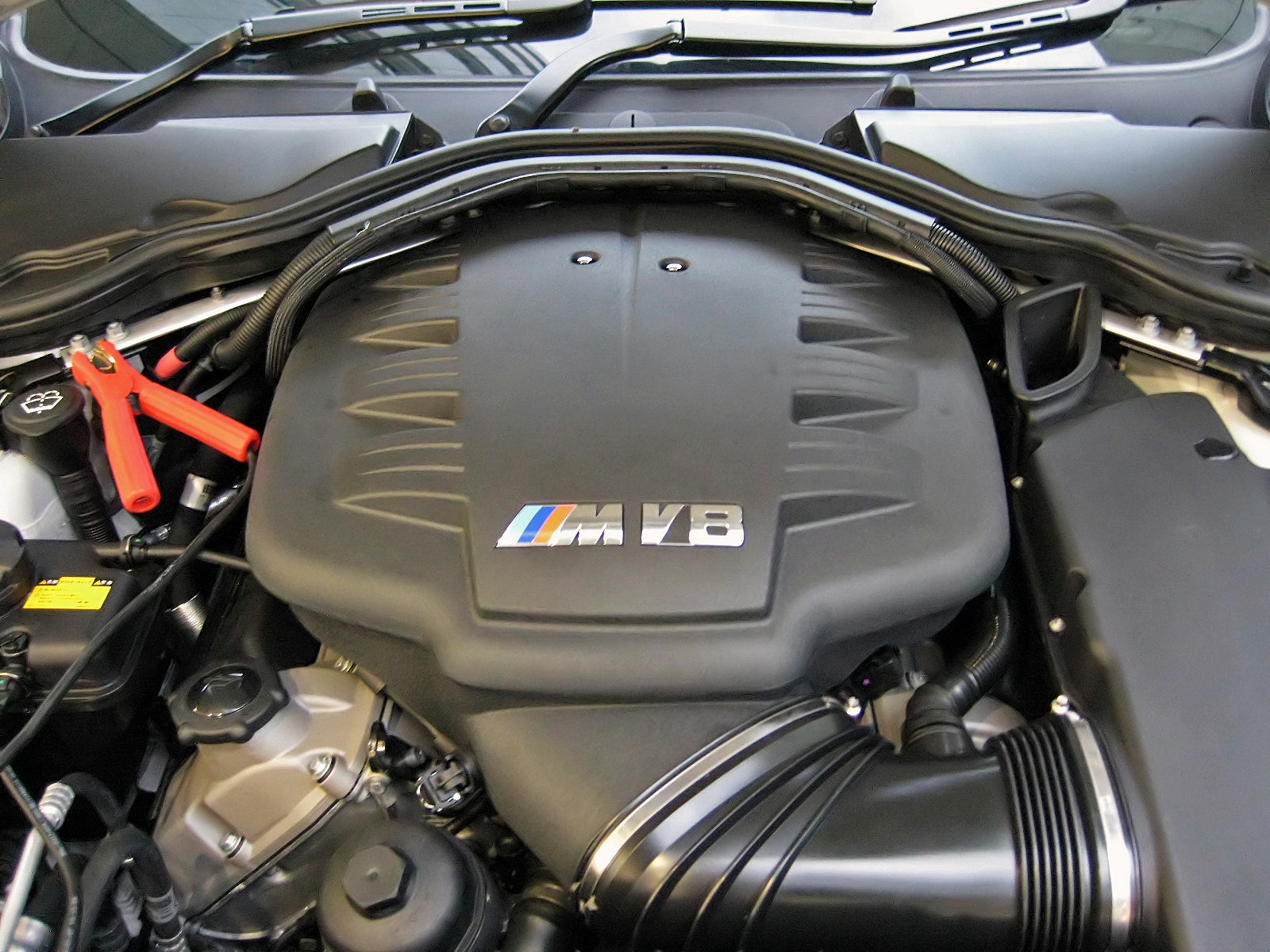
S65B40 im M3 Coupé (E92)

Der S65 ist ein Hochdrehzahl-V8-Saugmotor mit obenliegenden Nockenwellen und 32 Ventilen von BMW. Er teilt sich mit dem S85 V10 aus dem M5/M6 die Basisarchitektur und die Aluminium-Konstruktion. Er wurde im E92 M3 als Nachfolger des S54 Reihensechszylinder eingeführt. Der Motor gewann bei den International Engine of the Year Awards fünf Jahre in Folge die Kategorie "3 bis 4 Liter Hubraum". Mit einer Maximaldrehzahl von 8.400 Umdrehungen pro Minute ist der S65 der höchstdrehende PKW-Serienmotor, den BMW je gebaut hat.

## Entwicklung
Der S65 wurde auf die immer strengeren Abgasnormen Euro V und CARB hin entwickelt. Weil beim Vorgänger-Motor S54 das Entwicklungspotenzial ausgeschöpft war, entwickelte man seinen Nachfolger, den S65.
Er teilt sich mit dem S85 die gleiche Bohrung von 92 mm sowie den gleichen Hub von 75,2 mm, ebenso wie das Doppel-VANOS und das Verdichtungsverhältnis von 12,0:1.
Im Gegensatz zum S85 wird im S65 das VANOS-System vom Öldruck des Motors angetrieben, was ein separates Hochdruck-Hydrauliksystem, wie es im S85 verbaut ist, überflüssig macht.
Der Motorblock, der aus einer eutektischen Aluminium-Silizium-Legierung besteht, stammt aus BMWs Formel-1-Gießerei Landshut, während die Zylinderköpfe aus Hydroaluminium in Österreich produziert werden. Weitere bemerkenswerte Merkmale sind eisenummantelte Aluminiumkolben, eine Klopfregelung mit Ionenstrom, Stahl-Magnesium-Pleuel, eine aus Stahl geschmiedete Kurbelwelle (Crossplane-Bauweise) und eine Einzeldrosselklappenansauganlage, bei welcher immer eine Zylinderbank im Verbund von einem Elektromechanischen Steller angesteuert wird.
Für den S65 wurde aus dem Motorsteuergerät des S85 eine neuere Version MS S65 entwickelt. Sie kann mehr als 200 Millionen Berechnungen pro Sekunde ausführen gegenüber 25 Millionen beim Vorgänger BMW S54.
Der sich daraus ergebende Motor wiegt 202 kg, 15 kg weniger als sein Vorgänger mit nur 6 Zylindern.
Der P65 im M3 GT2 verwendet eine "Flat-plane" Kurbelwelle und Trockensumpfschmierung. Im Z4 GT3 ist ein P65 mit "Cross-Plane" Kurbelwelle und Trockensumpfschmierung verbaut.

## Daten

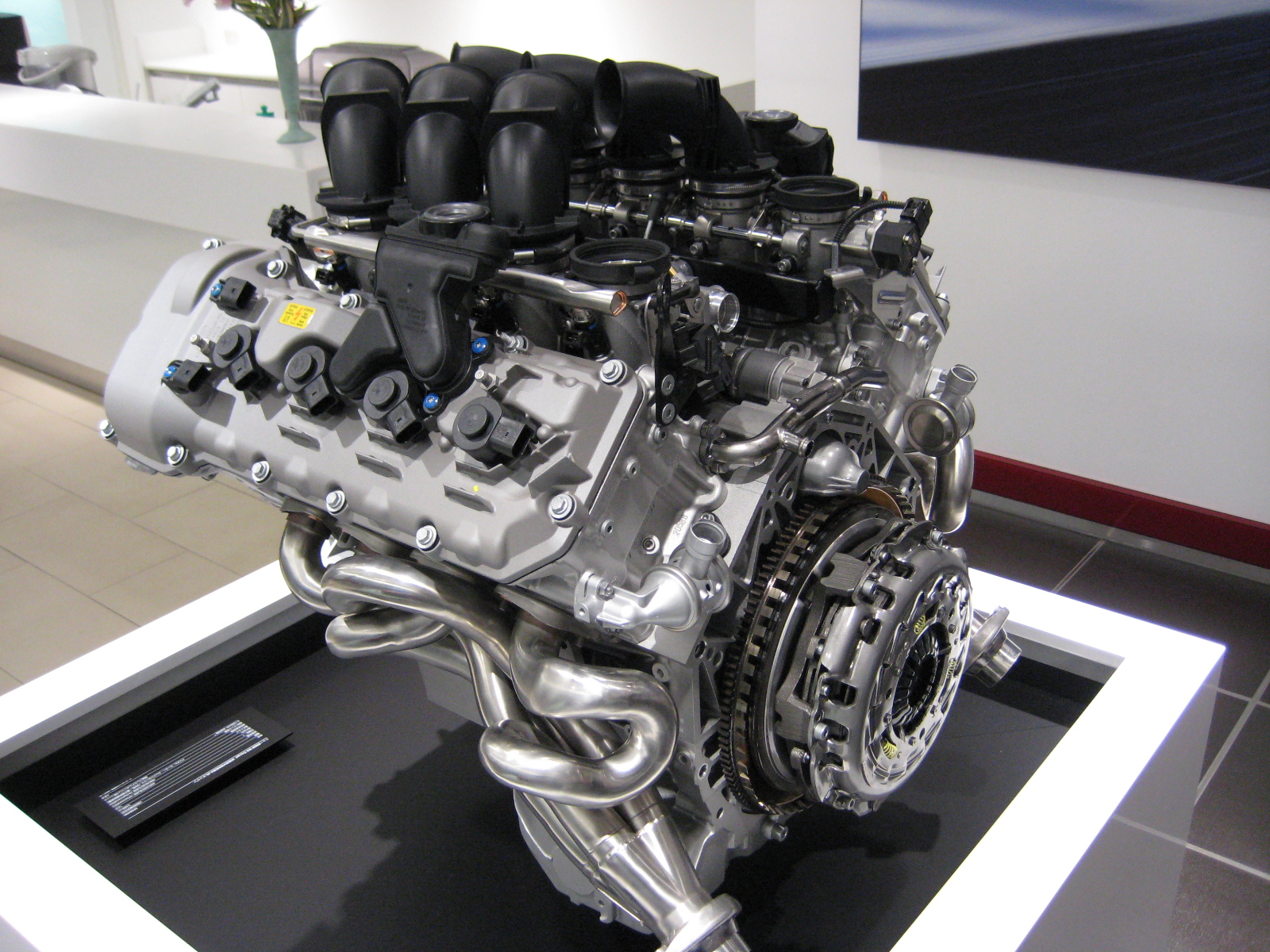
Schaumodell eines BMW S65

| Motortyp | Hubraum          | Bohrung × Hub     | Verdichtung | Leistung bei 1/min       | Drehmoment bei 1/min | Maximaldrehzahl | Jahr      |
| -------- | ---------------- | ----------------- | ----------- | ------------------------ | -------------------- | --------------- | --------- |
| S65B40   | 4,0 L (3999 cm3) | 92,0 mm × 75,2 mm | 12,0:1      | 309 kW (420 PS) bei 8300 | 400 Nm bei 3900      | 8400 min−1      | 2007–2013 |
| S65B44   | 4,4 L (4361 cm3) | 92,0 mm × 82 mm   | 12,0:1      | 331 kW (450 PS) bei 8300 | 444 Nm bei 3750      | 8400 min−1      | 2010–2013 |

## Verwendung
- seit 2007 im E90/E92/E93 als M3
- seit 2009 im Wiesmann MF4[3]
- seit 2010 als HK 2011 LMP2 V8 Renn-Motor von JUDD
- seit 2010 als auf 4,4 Liter Hubraum aufgebohrte Variante im BMW Z4 GT3 sowie BMW E90 (M3)#M3 GTS/M3 CRT